# Токівський водоспад
То́ківський водоспа́д — водоспад (каскад водоспадів) на річці Кам'янці (притока Базавлуку). Гідрологічна пам'ятка природи місцевого значення (за назвою «Водоспад на річці Кам'янка»), об'єкт природно-заповідного фонду Дніпропетровської області. 
Розташований біля села Токівське Криворізького району Дніпропетровської області. 
Загальна висота водоспаду — бл. 6 м. Протяжність водоспаду — близько 30 метрів.  Він утворився на виступах червоного граніту. Розташований біля Токівського гранітного кар'єру.
Водоспад є чудовим місцем відпочинку жителів та гостей району.

## Характеристика
Водоспад розташований у нижній течії річки Кам'янки, при проходженні її вод через Токівський масив.
Невеликі пороги і водоспади утворені з порфіробластових гранітів, обабіч розташована геологічна пам'ятка природи «Мальовничий каньйон на річці Кам'янці в Токівських гранітах». Разом вони утворюють мальовничий пейзаж.

## Історія
Одна з легенд про Токівський водоспад (за О. Кравченко).
Давно, коли наші землі населяли племена чудових вершників та вправних лучників кімерійців, жила у нашім краї юна Тамірис — донька хороброго царя Кімра. Якось Тамірис переслідували скіфи і на шляху Тамірис з'явилася степова річка. Річка попрохала її подарувати їй своє намисто. Заради порятунку Тамірис кинула намисто у воду.
Переправившись на інший берег, вона помчала далі, не сподіваючись на диво. Але кінь вже ледве скакав від утоми. Дівчина озирнулася і побачила, що скіфи уже доїхали до річки і з розмаху скочили у неї, аж бризки полетіли у всі боки з-під копит коней.
Та зненацька почувся страшенний грім, земля навколо річки затремтіла і здибилася камінням, котре накрило переслідувачів кімерійки. Степом пронісся страшенний порив вітру, підсилюючи страхітливий гуркіт.
Враз все стихло і озирнувшись назад Тамірис побачила, що води раніше тихої степової річки сяяли золотими іскрами, вигравали кришталем ніби й справді її прикрасило намисто кімерійської царівни.
Так з'явився водоспад на річці Кам'янці, котра впадає в Базавлук — притоку Дніпра.
Друга місцева назва Токівського водоспаду — Водоспад Калнишевського. Саме кошовий отаман Петро Калнишевський першим почав заселяти землі навколо Дніпра, що нижче порогів.
Старожили розповідають, що на території нинішнього Червоного Току в Петра Калнишевського був маєток, поряд з яким було викопано глибокий колодязь із найсмачнішою в околиці водою, і про те, що біля колодязя зупинялися ночувати чумаки, прямуючи з Криму до Чигирина та Києва.

## Галерея

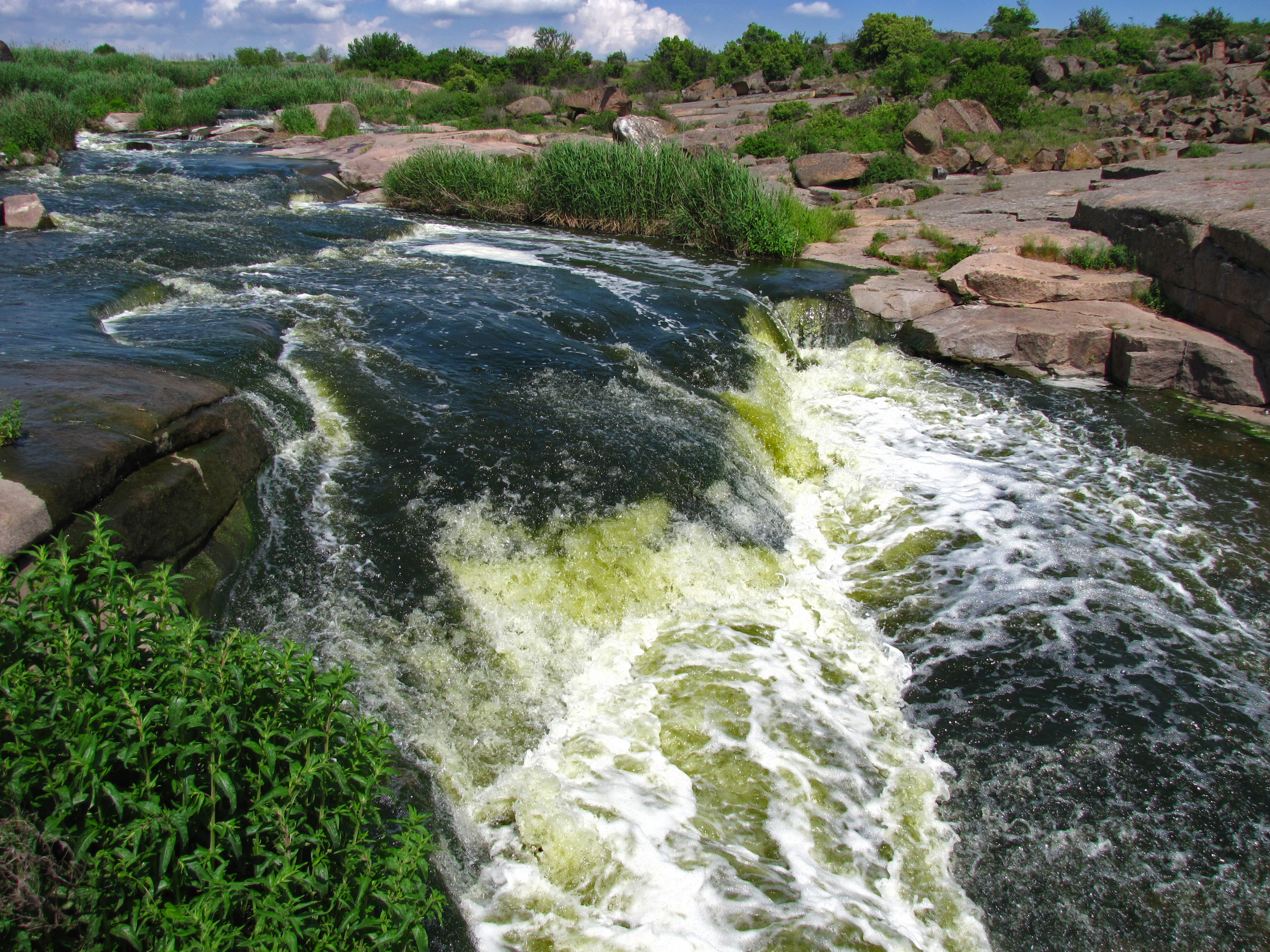
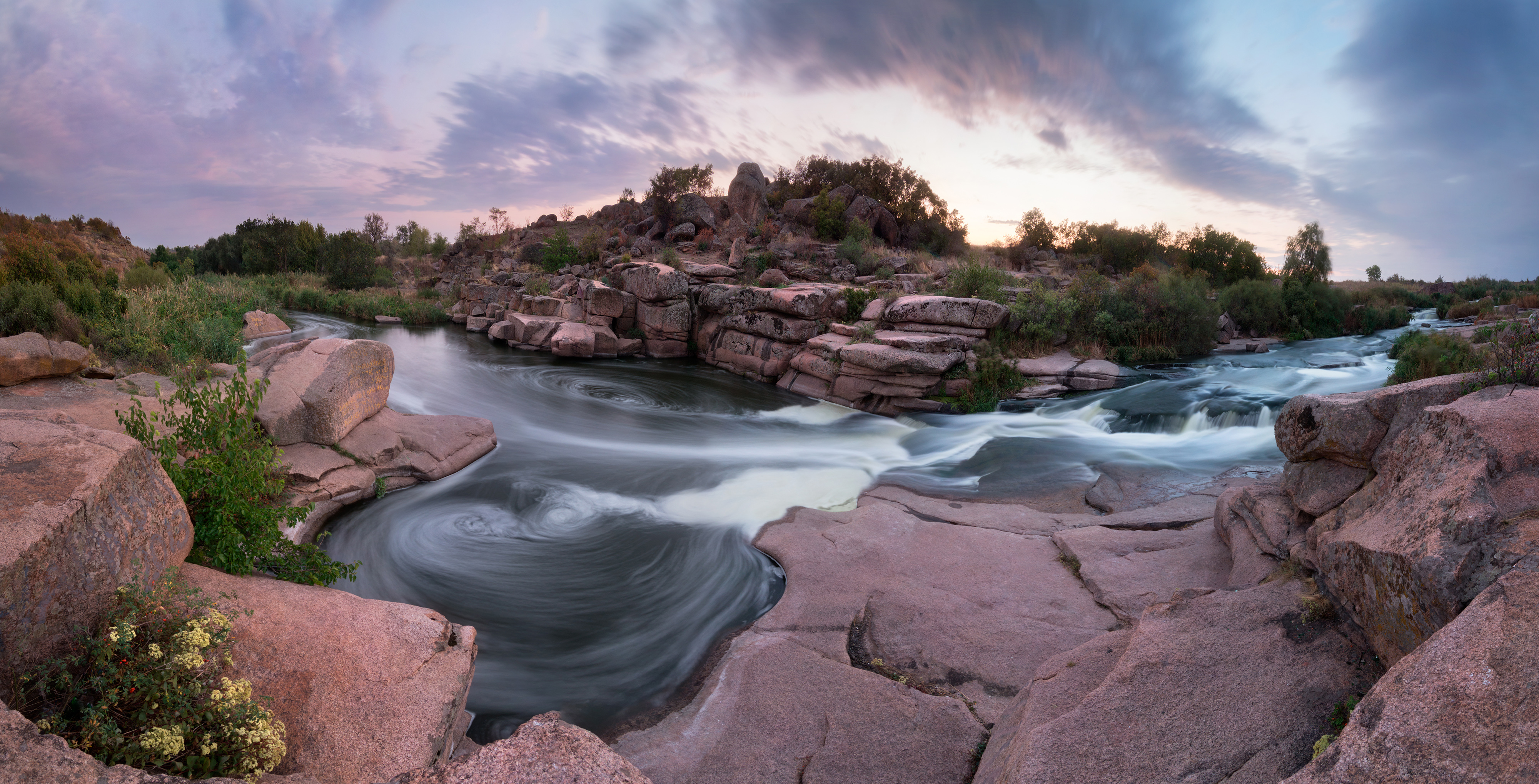
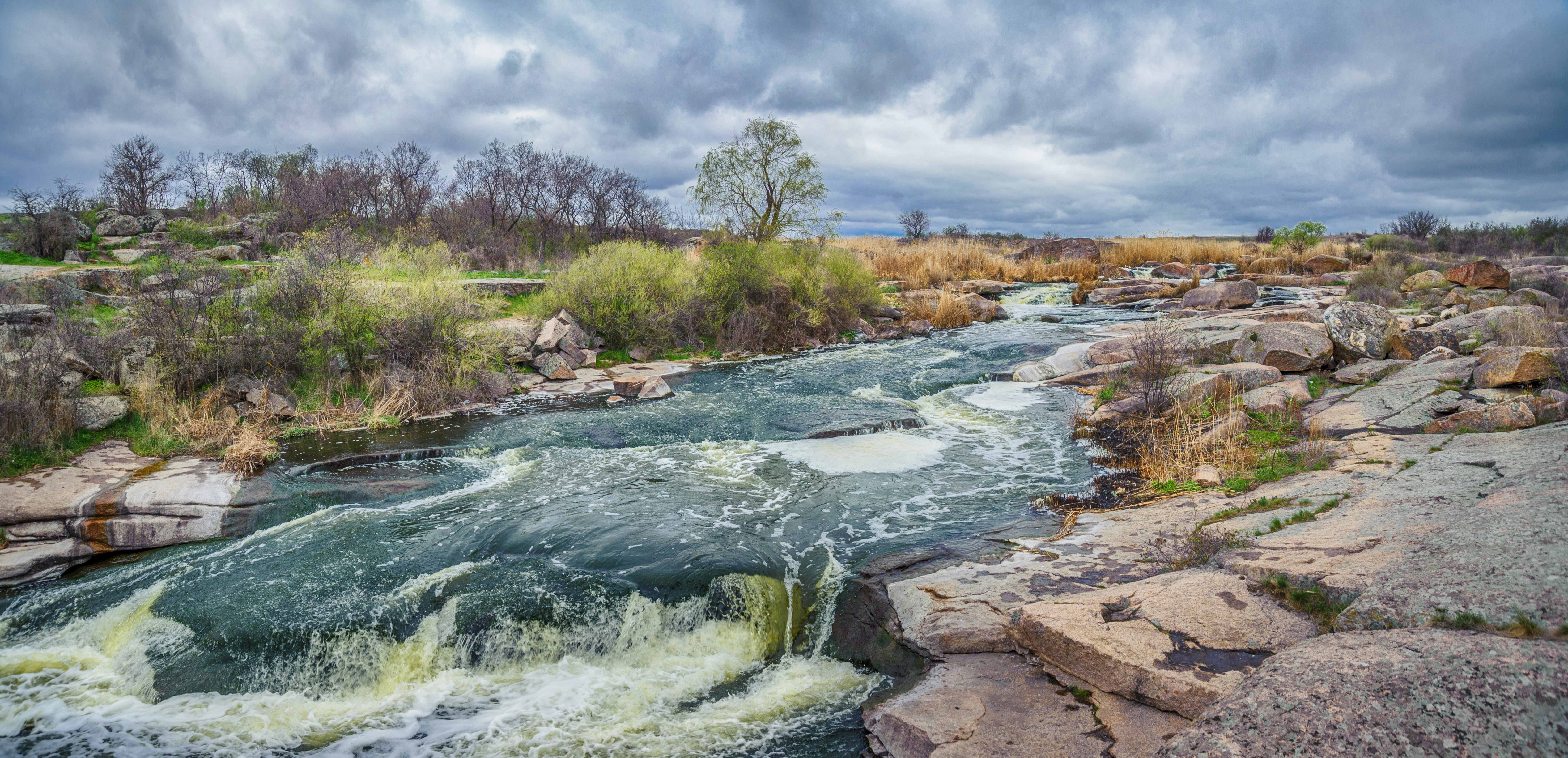
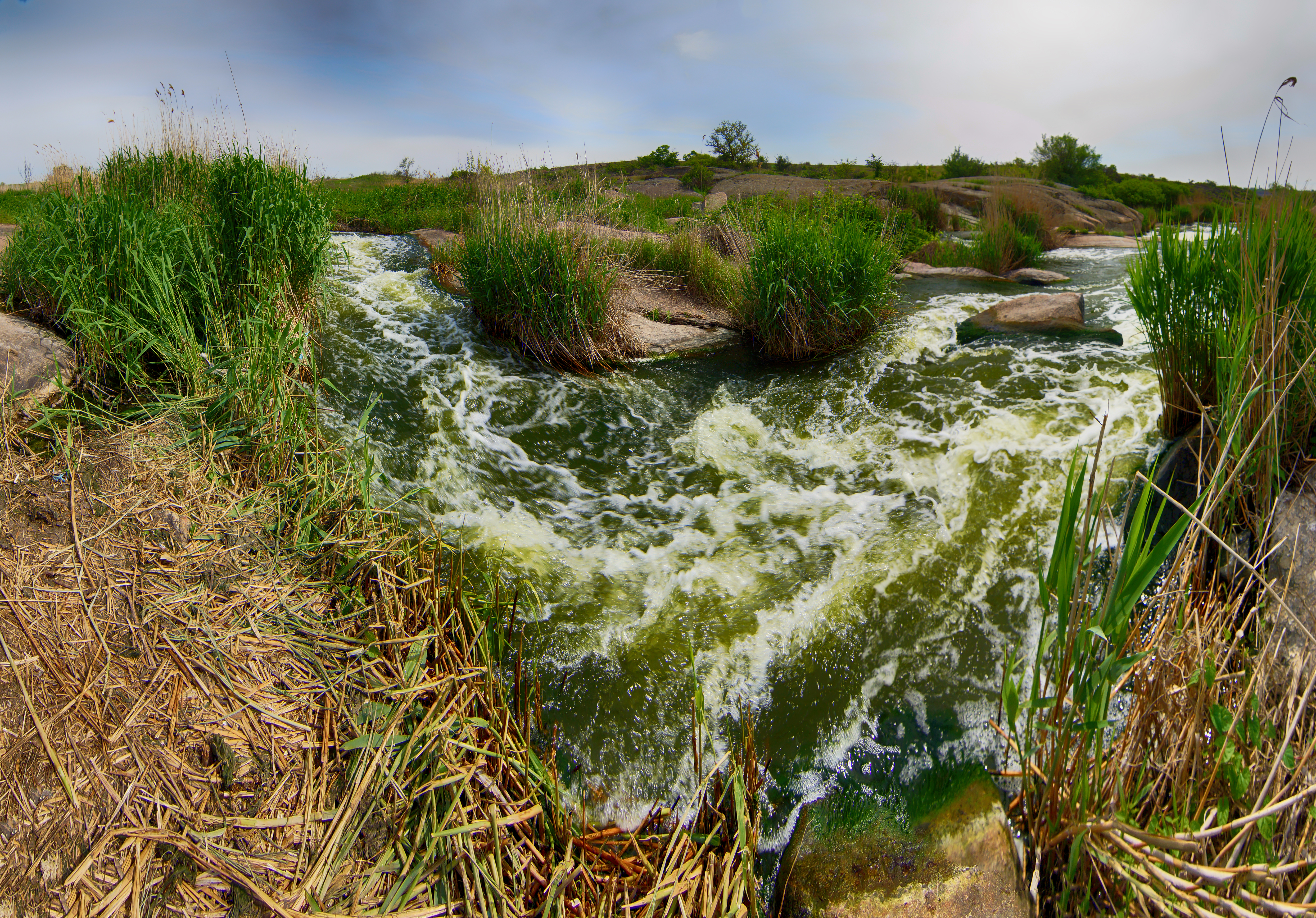
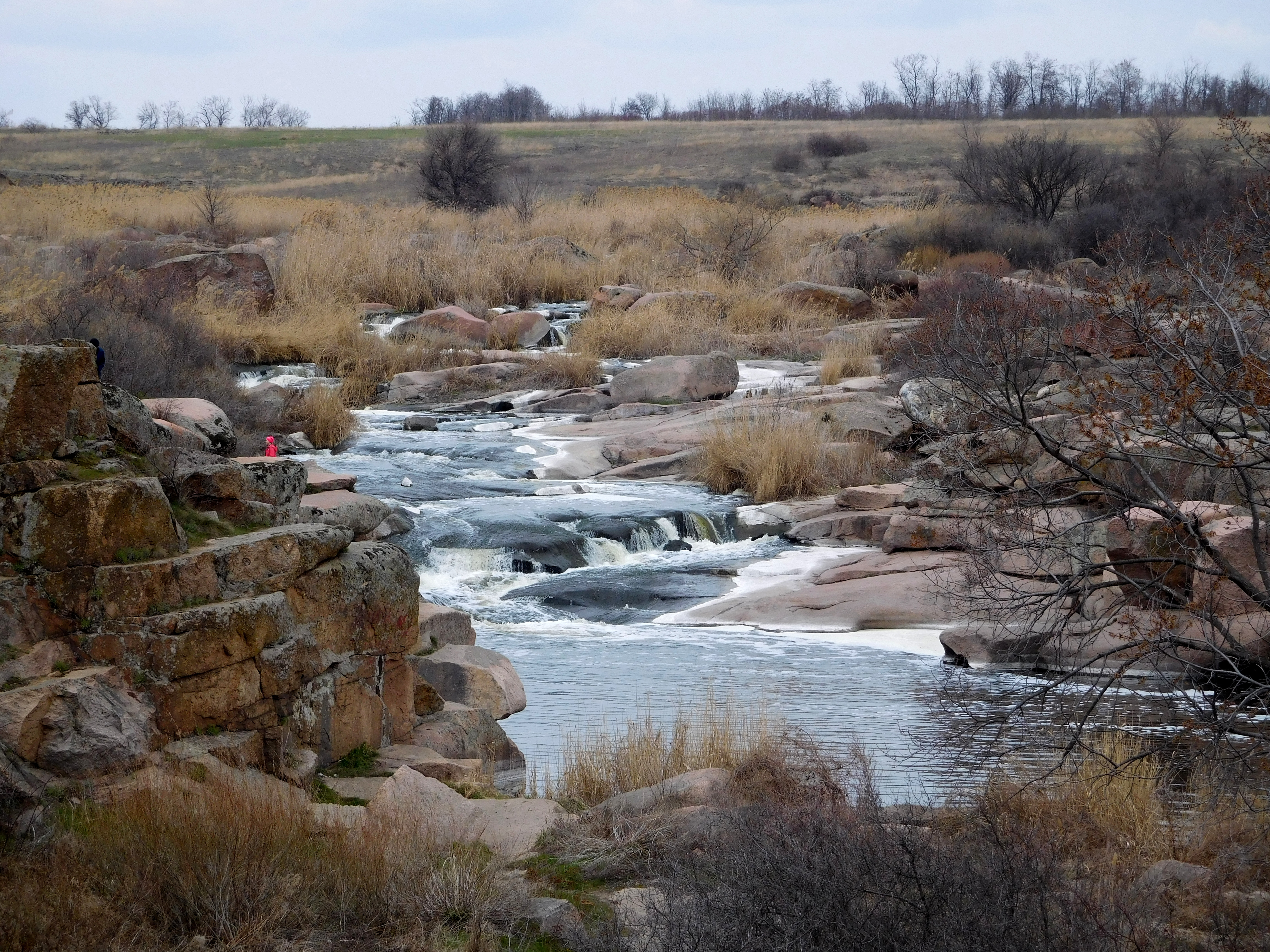
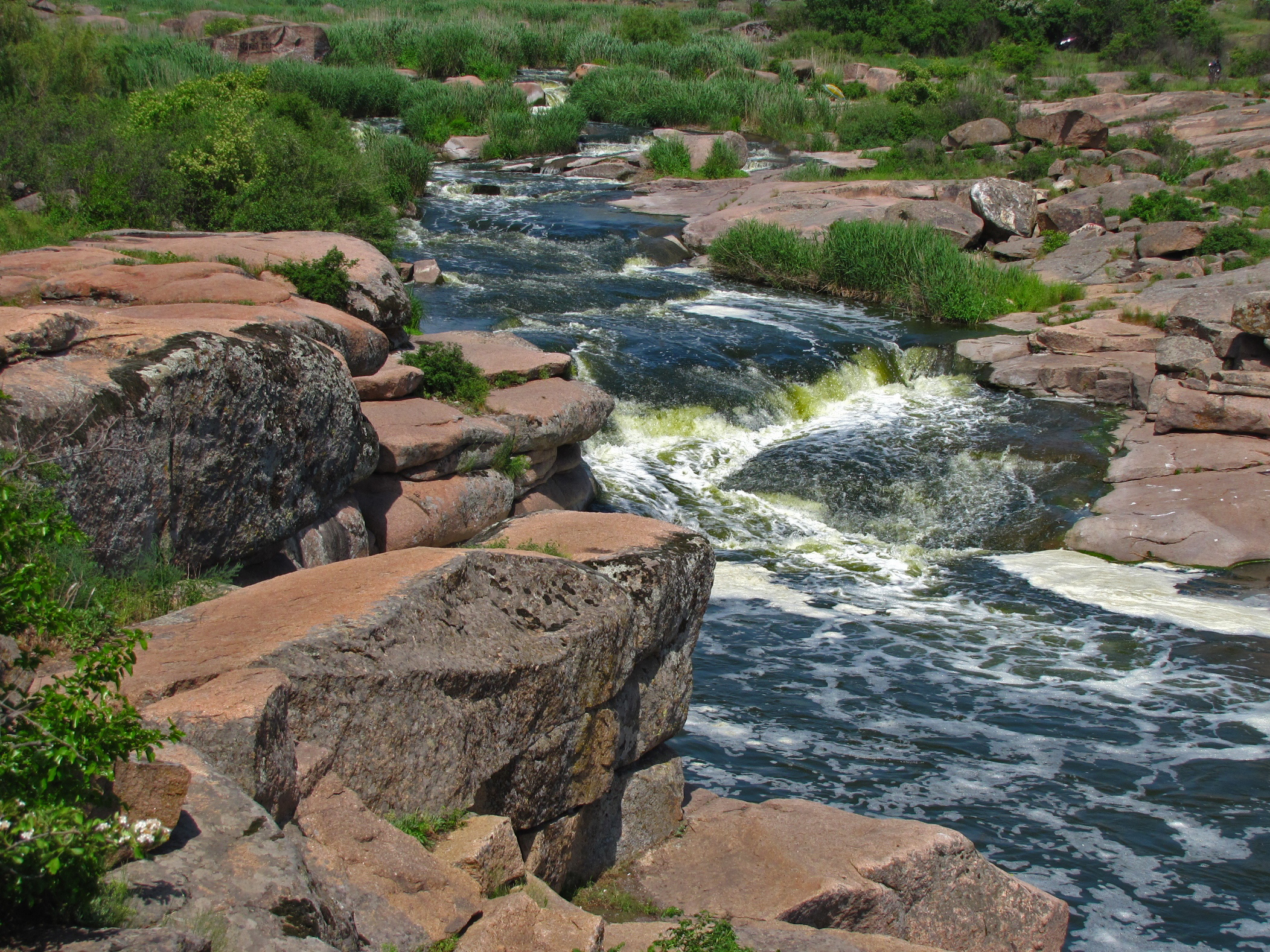